# Comuna Vața de Jos, Hunedoara
Vața de Jos (în maghiară: Alváca) este o comună în județul Hunedoara, Transilvania, România, formată din satele Basarabasa, Birtin, Brotuna, Căzănești, Ciungani, Ocișor, Ociu, Prăvăleni, Prihodiște, Tătărăștii de Criș, Târnava de Criș, Vața de Jos (reședința) și Vața de Sus.

## Demografie
Componența etnică a comunei Vața de Jos
     Români (92,03%)
     Alte etnii (0,89%)
     Necunoscută (7,08%)
Componența confesională a comunei Vața de Jos
     Ortodocși (91,56%)
     Alte religii (1,17%)
     Necunoscută (7,27%)
Conform recensământului efectuat în 2021, populația comunei Vața de Jos se ridică la 3.163 de locuitori, în scădere față de recensământul anterior din 2011, când fuseseră înregistrați 3.728 de locuitori. Majoritatea locuitorilor sunt români (92,03%), iar pentru 7,08% nu se cunoaște apartenența etnică. Din punct de vedere confesional, majoritatea locuitorilor sunt ortodocși (91,56%), iar pentru 7,27% nu se cunoaște apartenența confesională.

## Politică și administrație
Comuna Vața de Jos este administrată de un primar și un consiliu local compus din 13 consilieri. Primarul, Liviu-Ioan Lință[*], de la Partidul Social Democrat, este în funcție din octombrie 2020. Începând cu alegerile locale din 2024, consiliul local are următoarea componență pe partide politice:
|  | Partid                          | Consilieri | Componența Consiliului | Componența Consiliului | Componența Consiliului | Componența Consiliului | Componența Consiliului | Componența Consiliului | Componența Consiliului | Componența Consiliului |
|  | ------------------------------- | ---------- | ---------------------- | ---------------------- | ---------------------- | ---------------------- | ---------------------- | ---------------------- | ---------------------- | ---------------------- |
|  | Partidul Social Democrat        | 8          |                        |                        |                        |                        |                        |                        |                        |                        |
|  | Alianța pentru Unirea Românilor | 3          |                        |                        |                        |                        |                        |                        |                        |                        |
|  | Partidul Național Liberal       | 2          |                        |                        |                        |                        |                        |                        |                        |                        |

## Atracții turistice
- Biserica de lemn "Buna Vestire" din satul Birtin, construcție 1690, monument istoric
- Biserica de lemn "Sfântul Nicolae" din satul Brotuna, construcție secolul al XIX-lea
- Biserica de lemn "Buna Vestire" din Ciungani, construcție 1600, monument istoric
- Biserica de lemn "Adormirea Maicii Domnului" din Ocișor, construcție 1802, monument istoric.
- Biserica de lemn "Sfântul Nicolae" din satul Basarabasa, construcție secolul al XVII-lea, monument istoric
- Biserica de lemn "Pogrârea Sfântului Duh" din satul Căzănești, construcție secolul al XVII-lea, monument istoric
- Biserica de lemn "Sfinții Arhangheli Mihail și Gavril", din satul Ociu, construcție 1750, monument istoric
- Biserica de lemn "Sfinții Arhangheli Mihail și Gavriil" din satul Târnava de Criș, construcție 1824
- Construcții din lemn, secolul al XIX-lea, monumente istorice

- Ansamblul rural din Ciungani
- Ansamblul rural din satul Căzănești
- Gospodării țărănești din satul Birtin,
- Casă țărănească, satul Basarabasa
- Situl arheologic de la Vața de Jos

## Personalități născute aici
- Arsenie Boca (1910 - 1989), teolog, considerat cel mai mare duhovnic român al secolului al XX-lea.

## Imagini

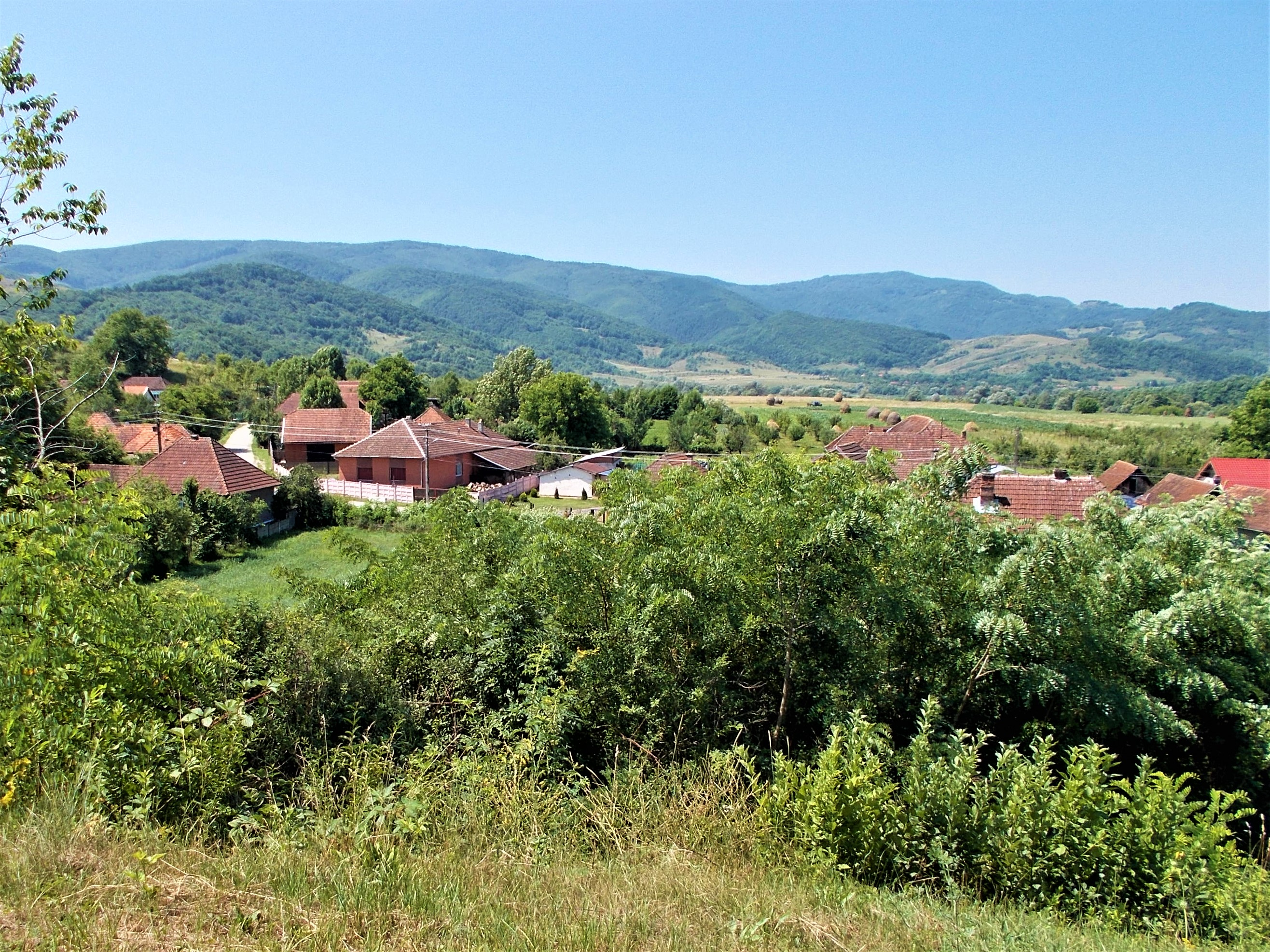
Birtin
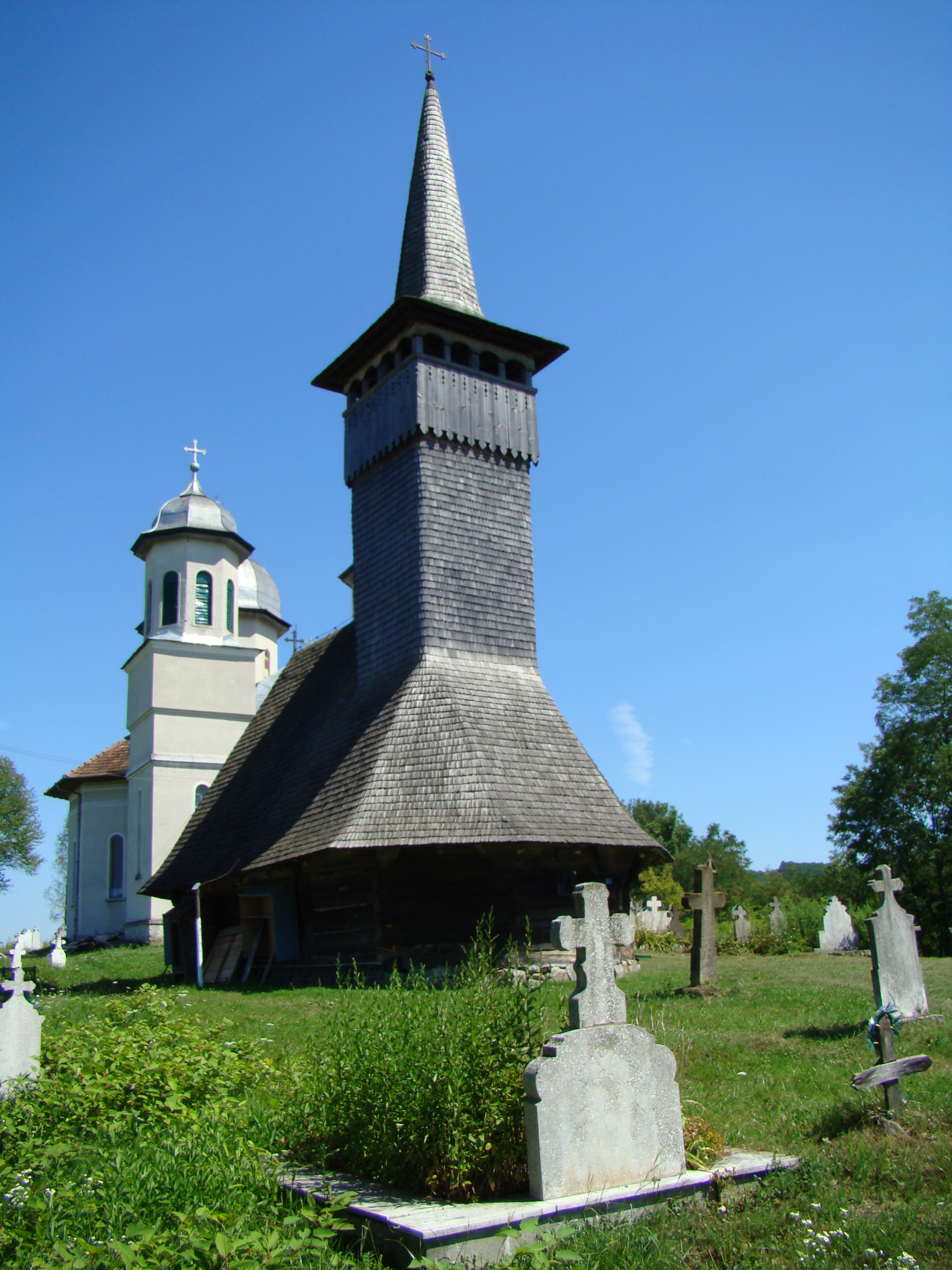
Biserica de lemn din Birtin
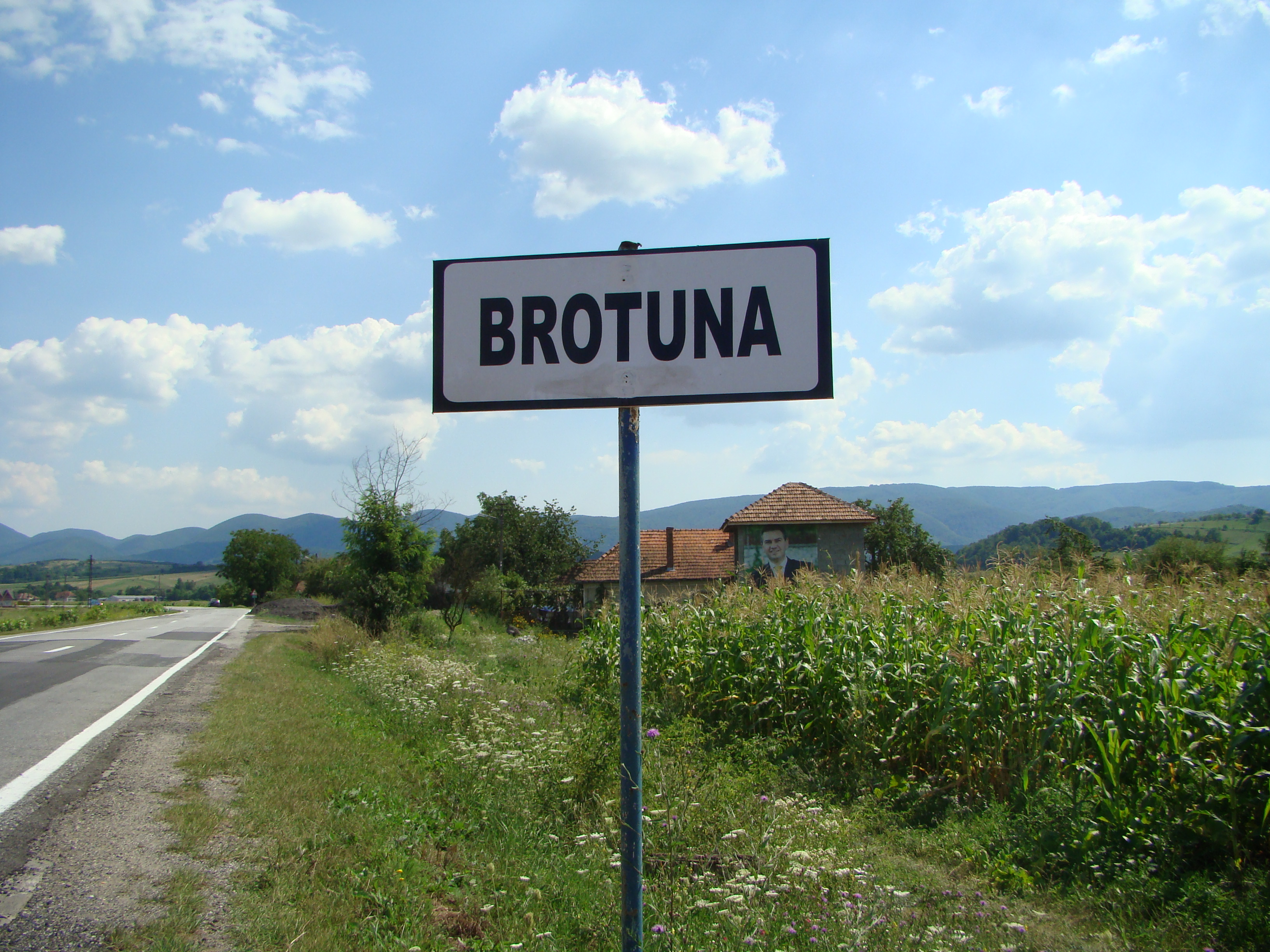
Intrarea în satul Brotuna
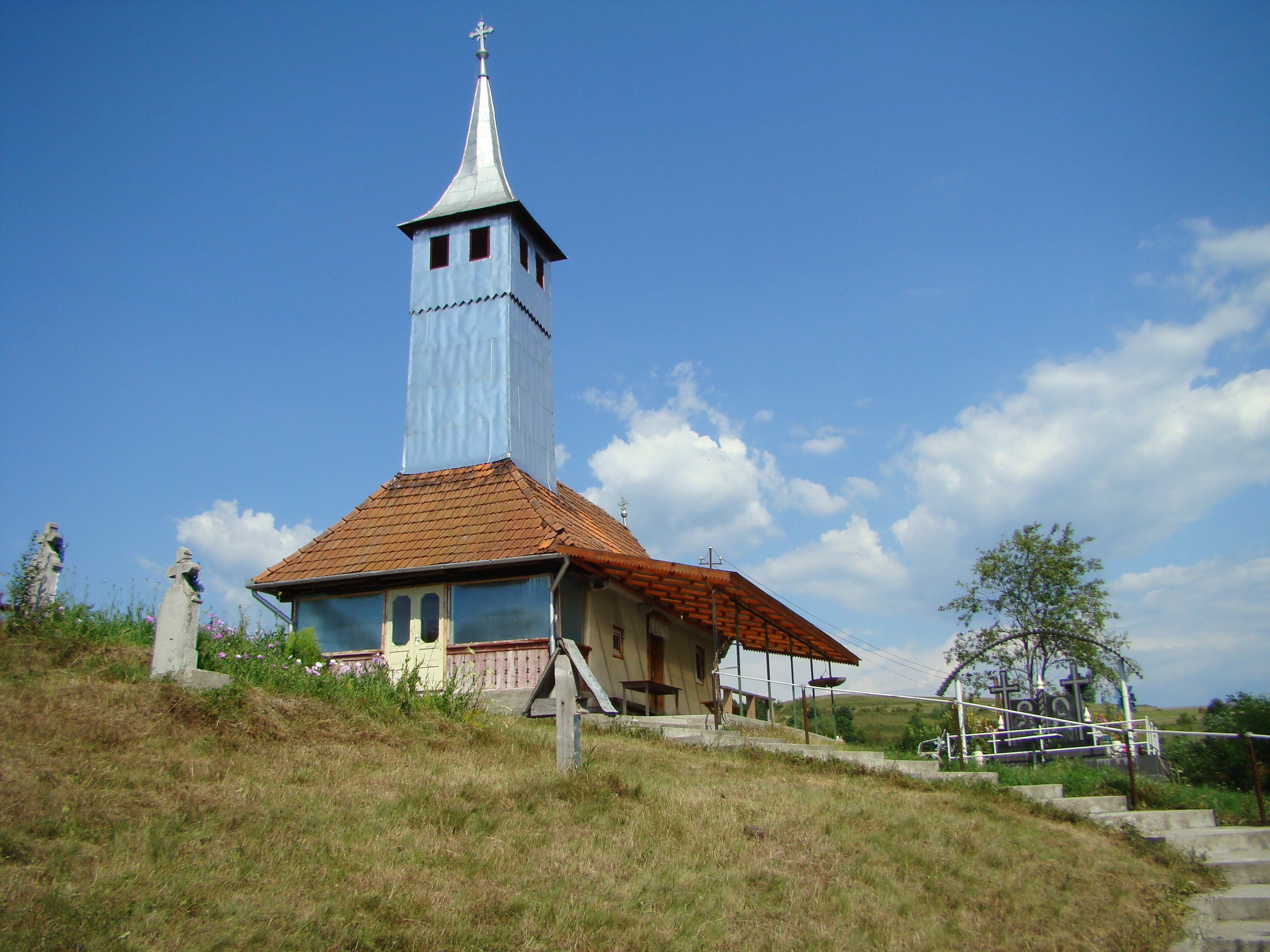
Biserica de lemn din Brotuna
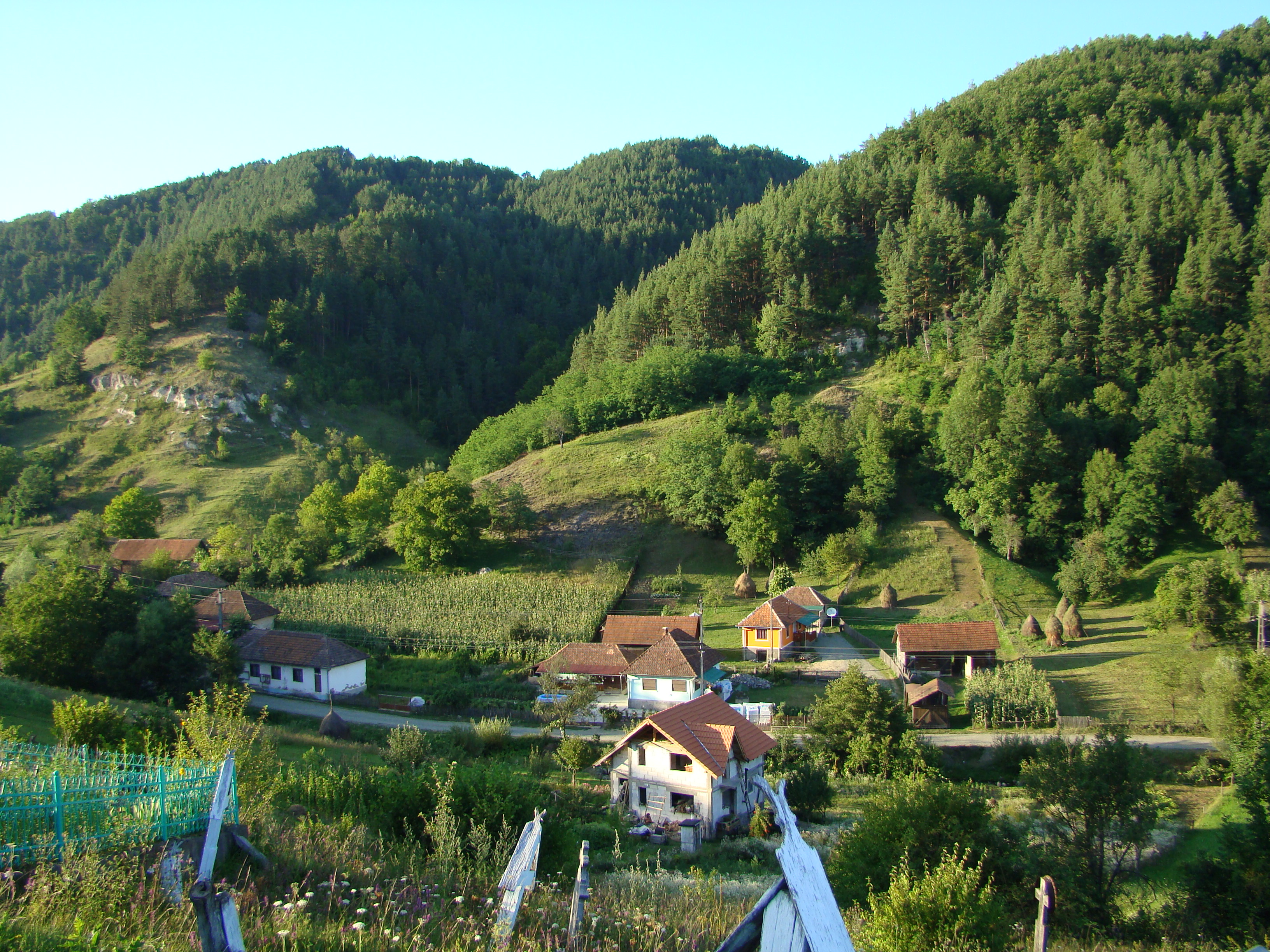
Ciungani
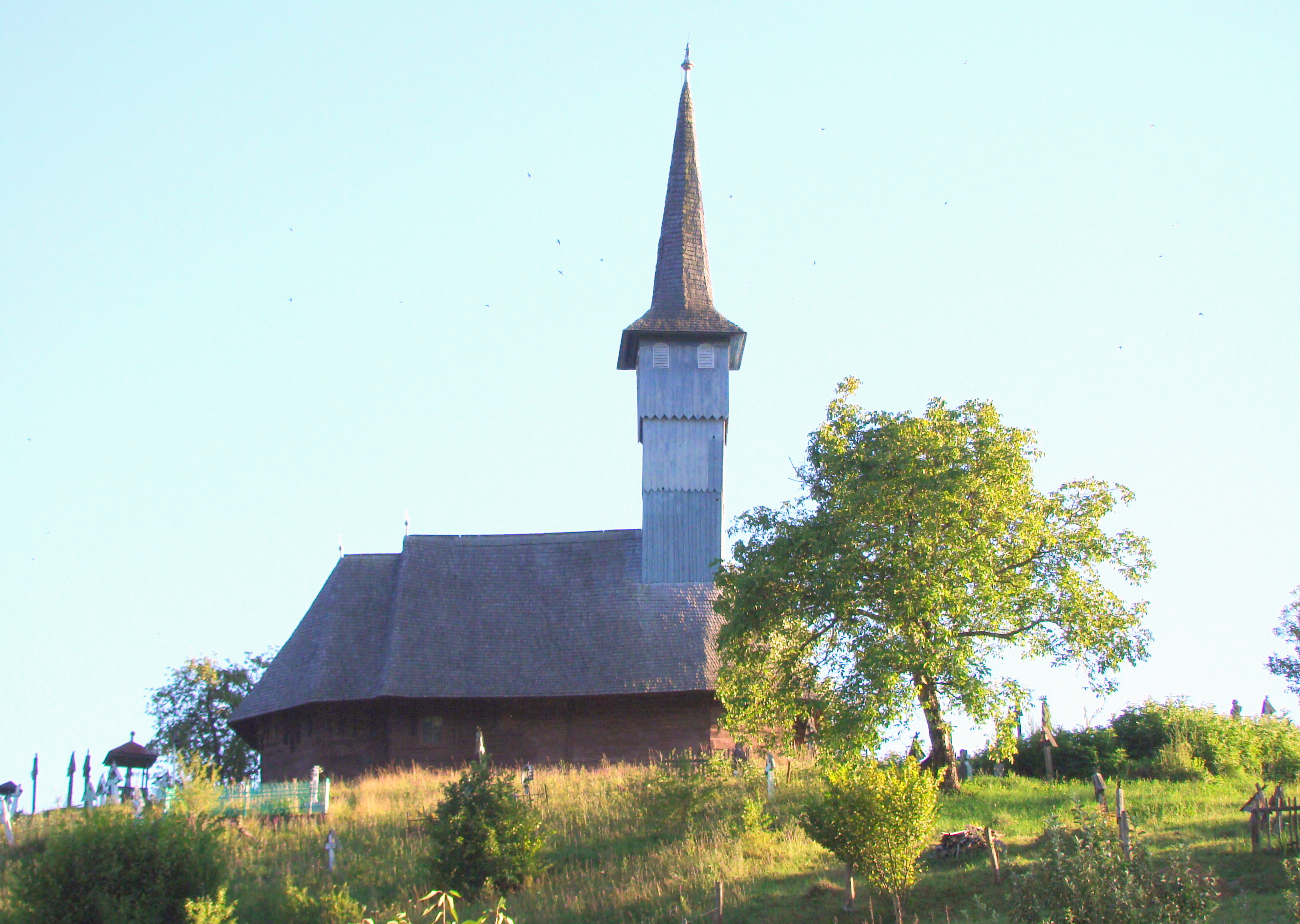
Biserica de lemn din Ciungani
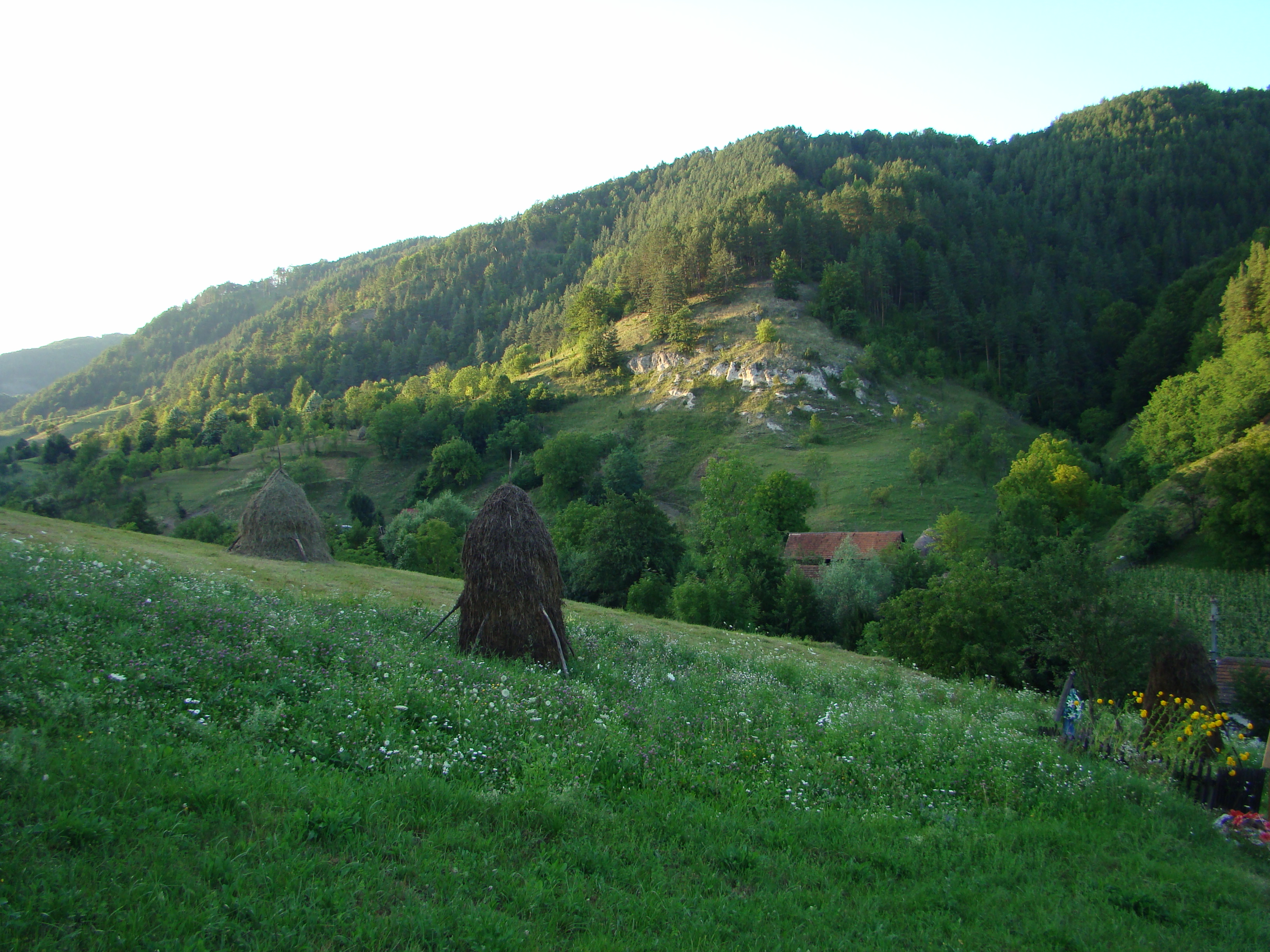
Ciungani
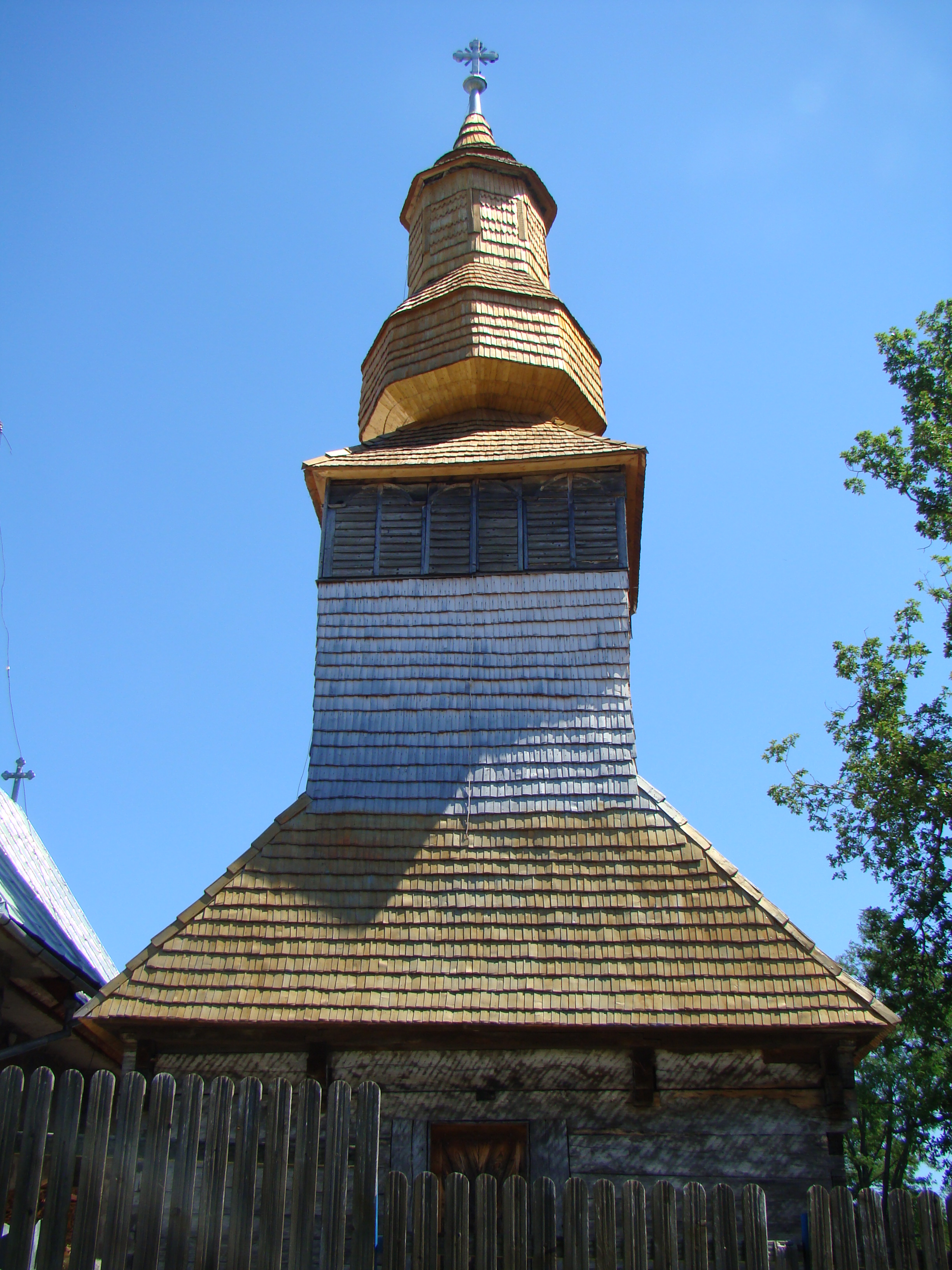
Biserica de lemn din Ocişor
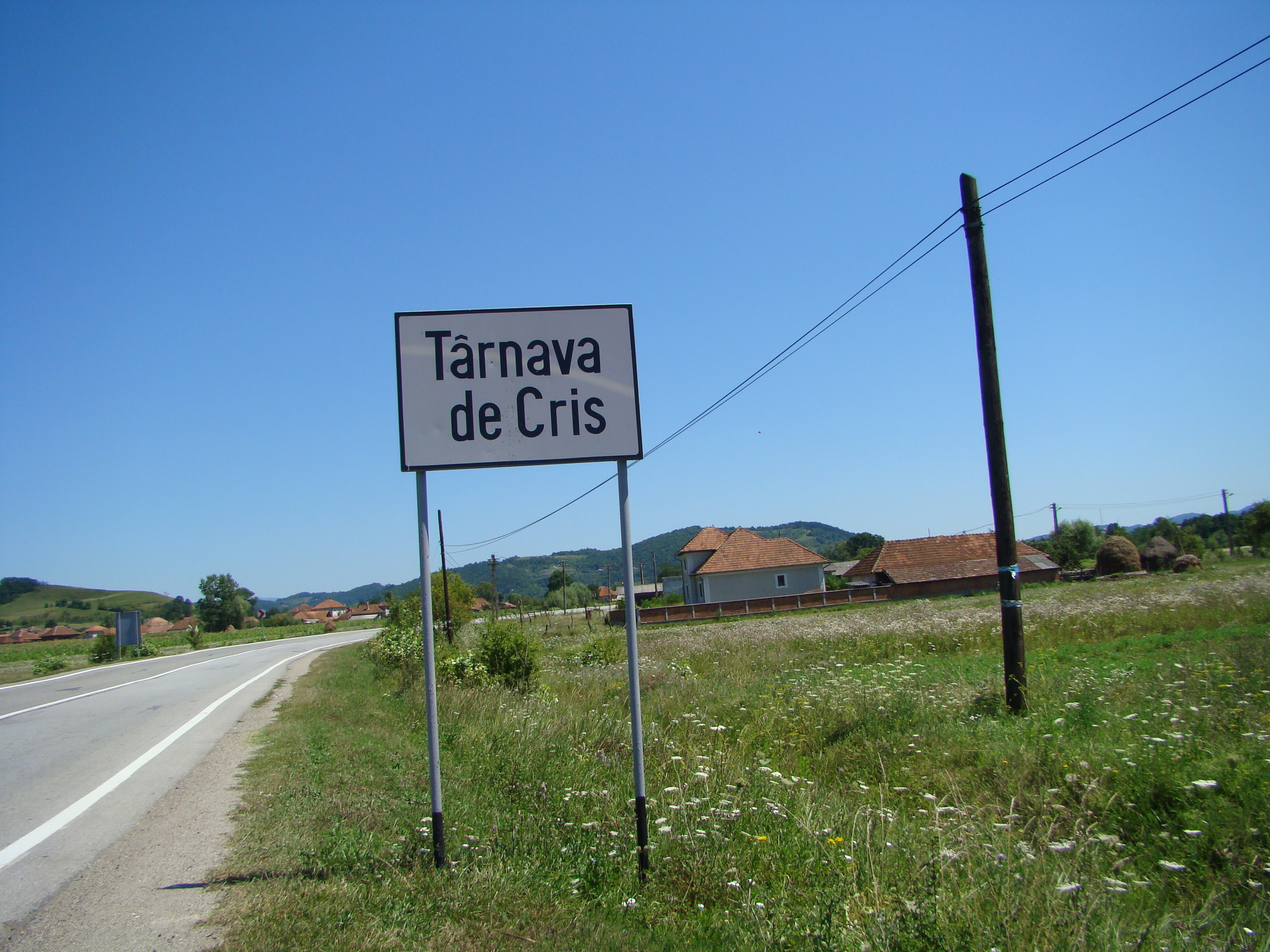
Târnava de Criș
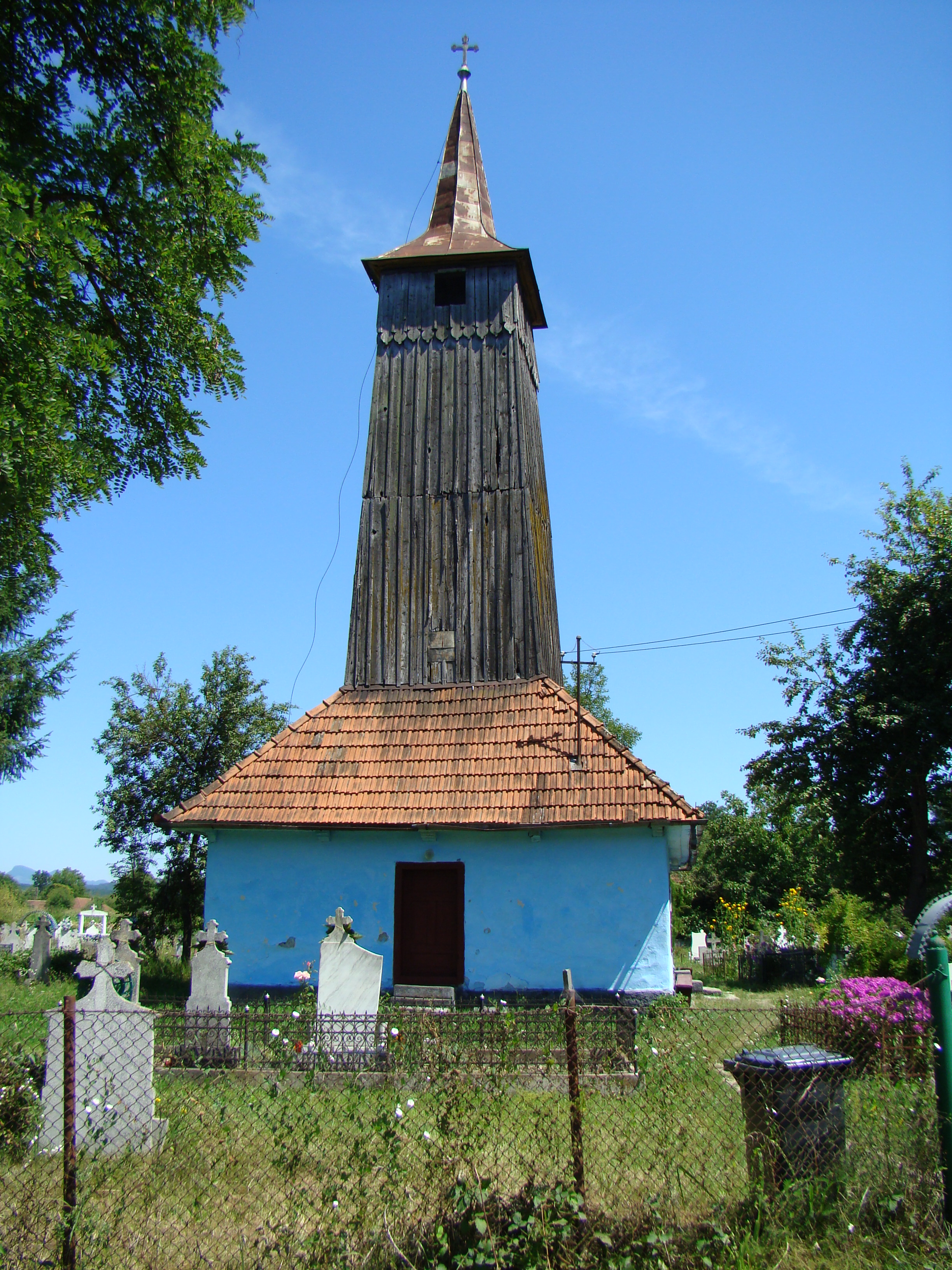
Biserica de lemn din Târnava de Criş
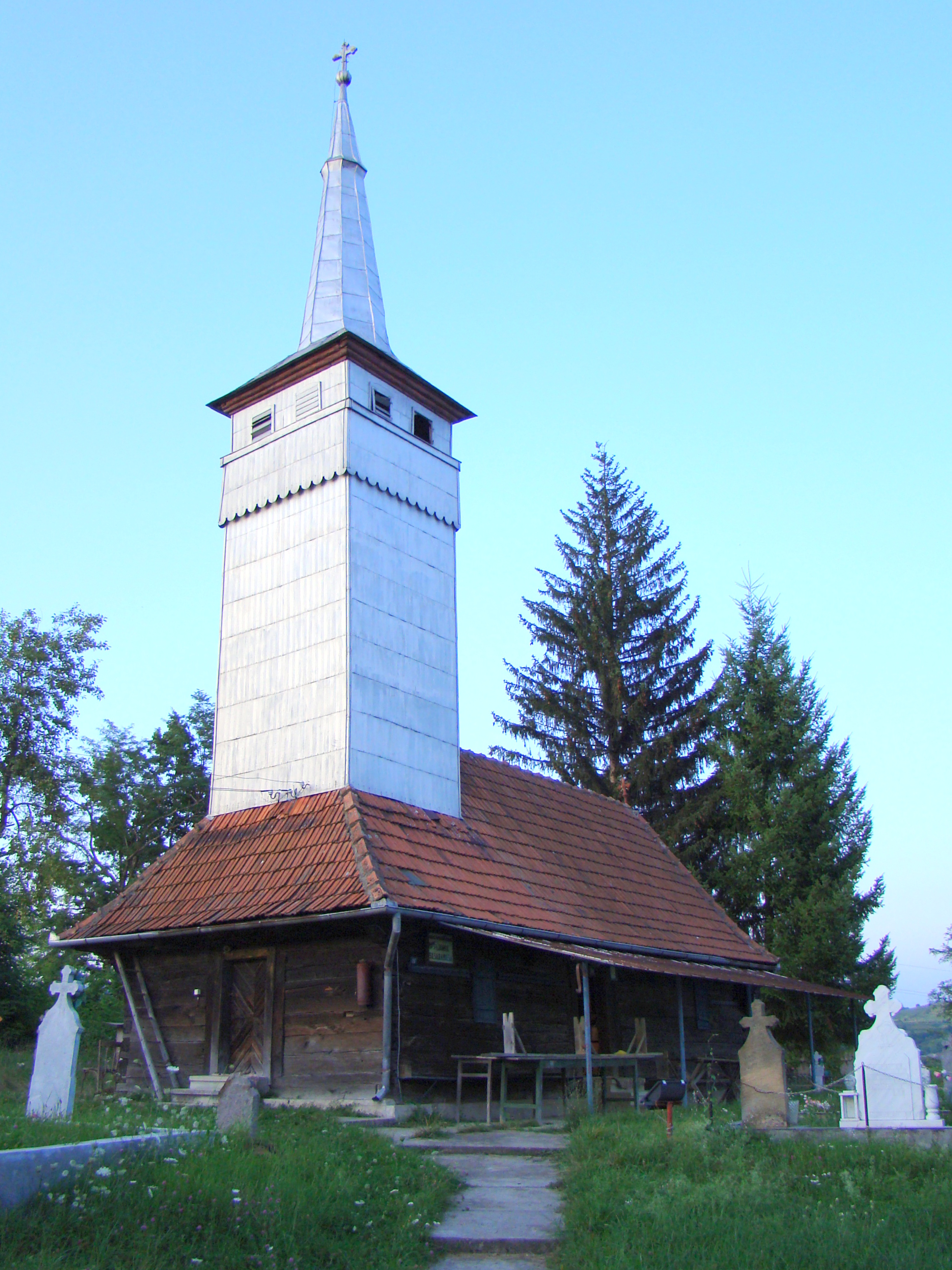
Biserica de lemn din Basarabasa
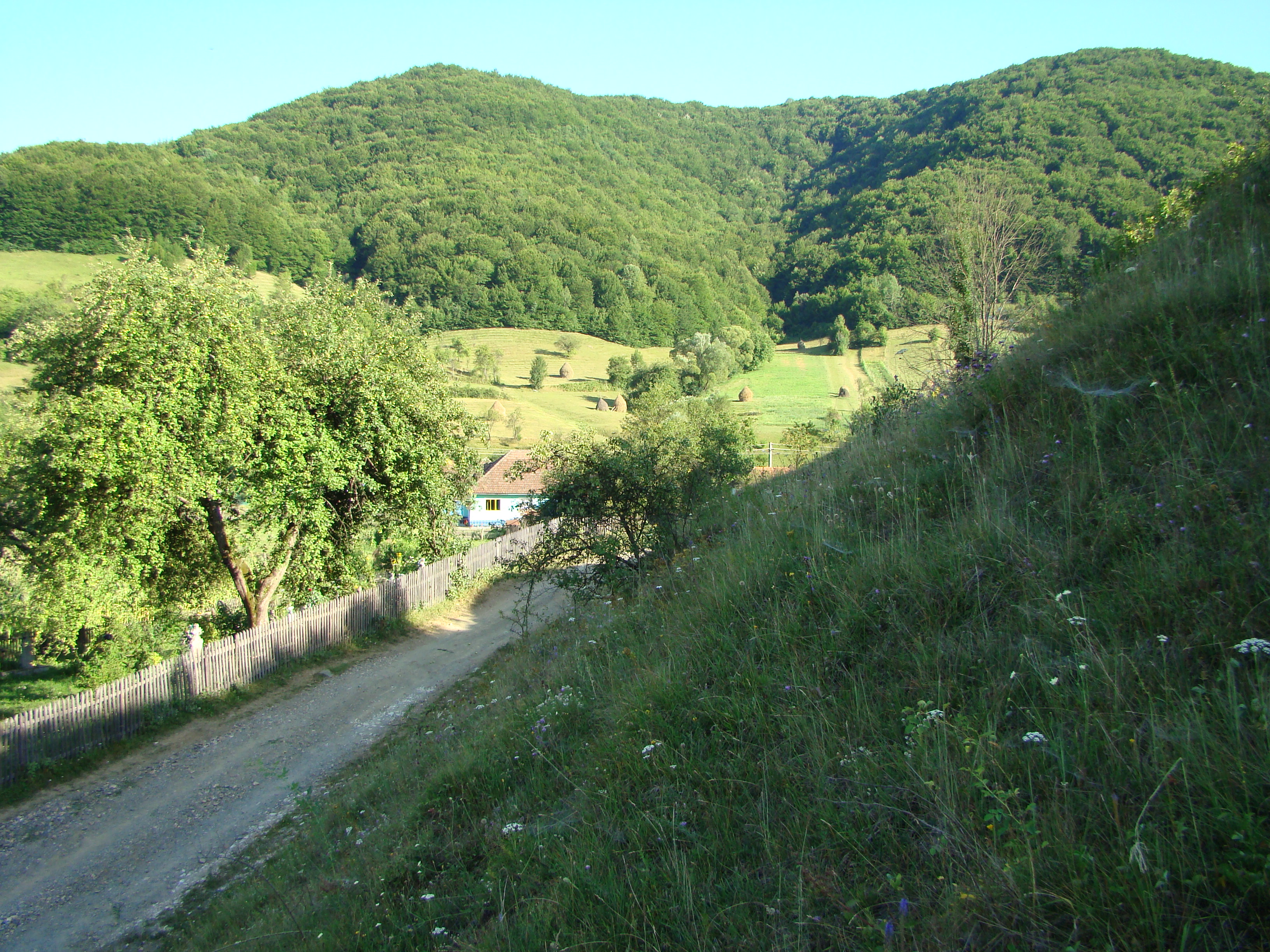
Căzănești
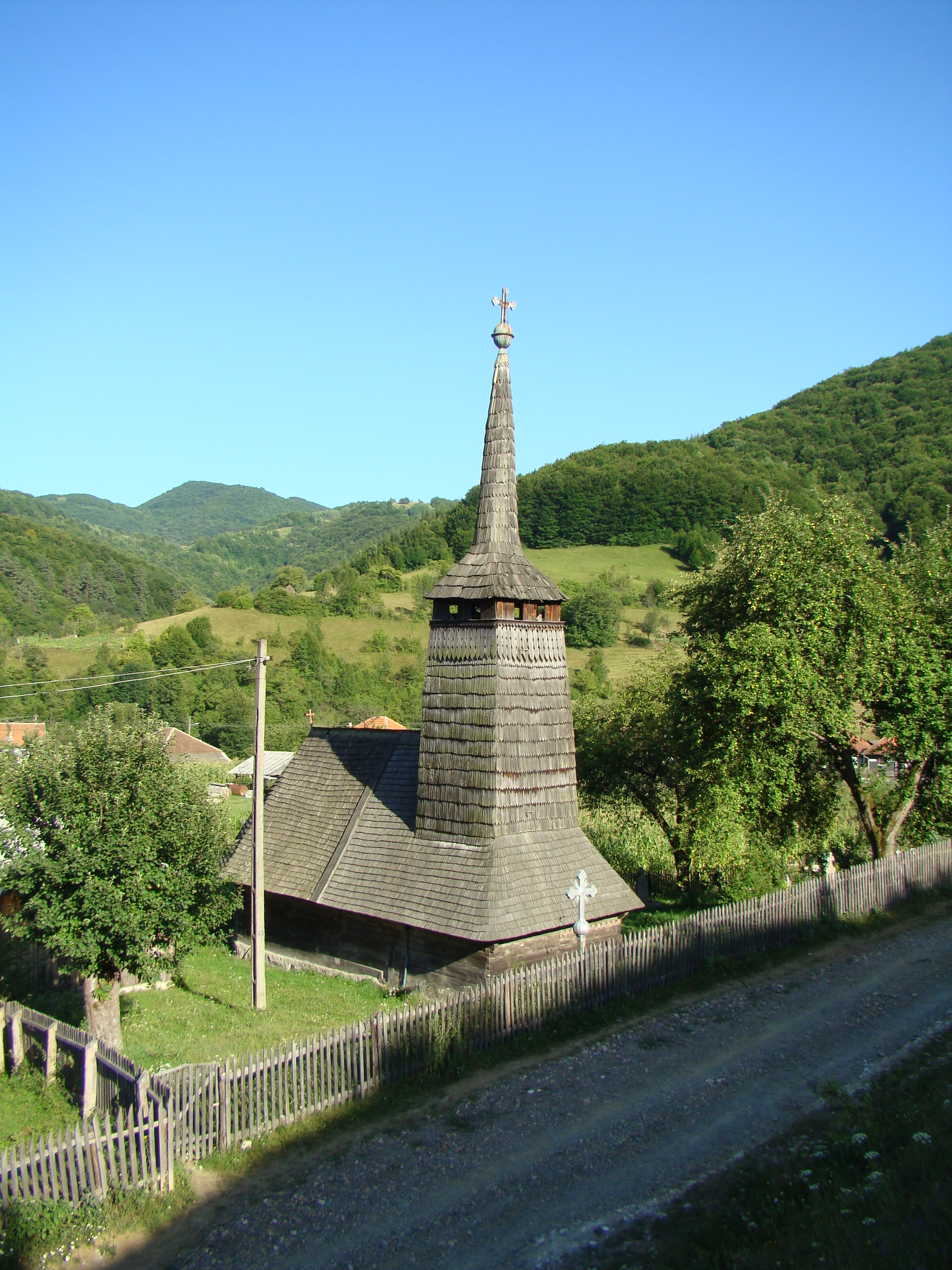
Biserica de lemn din Căzăneşti
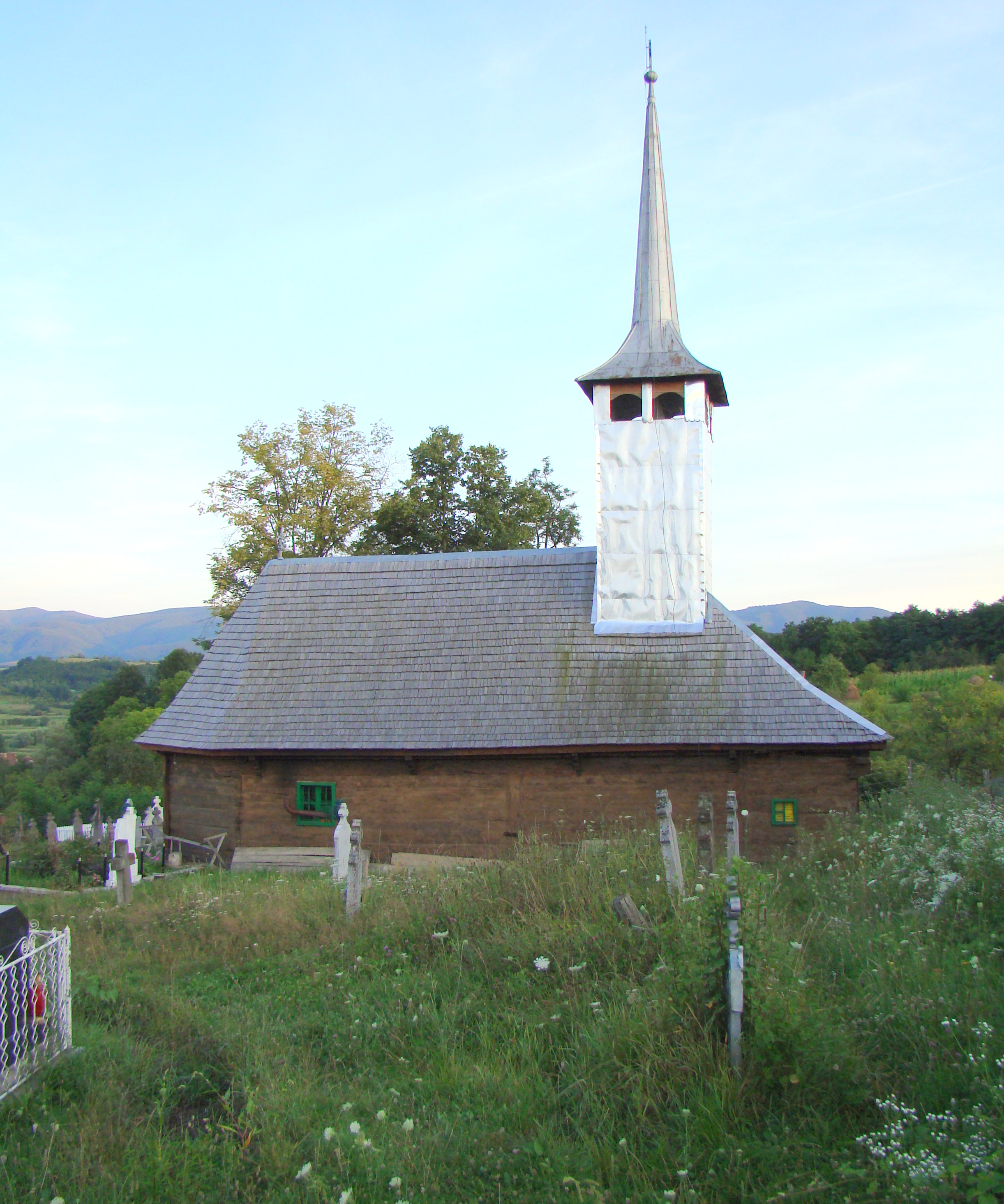
Biserica de lemn din Ociu
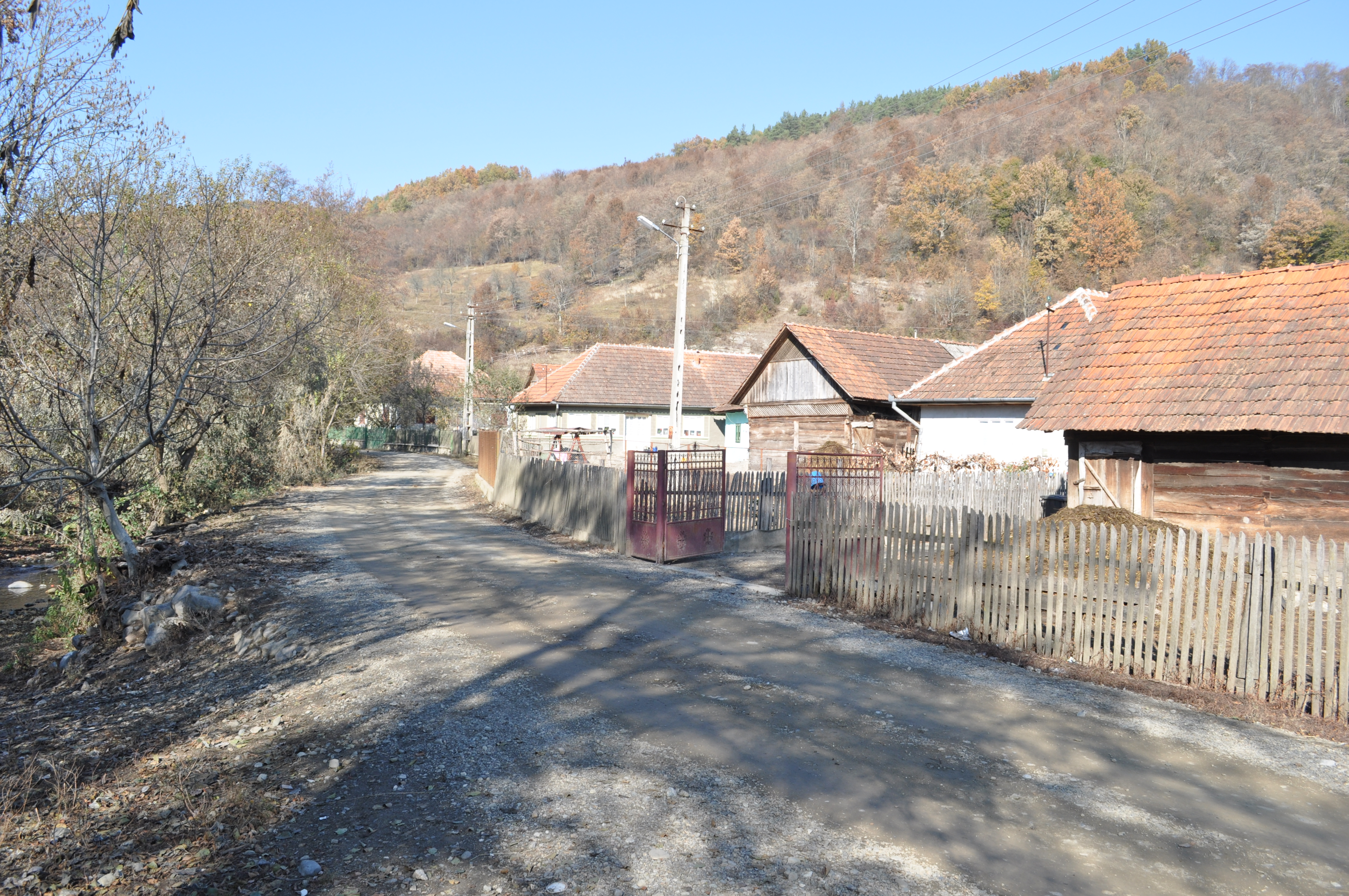
Prăvăleni
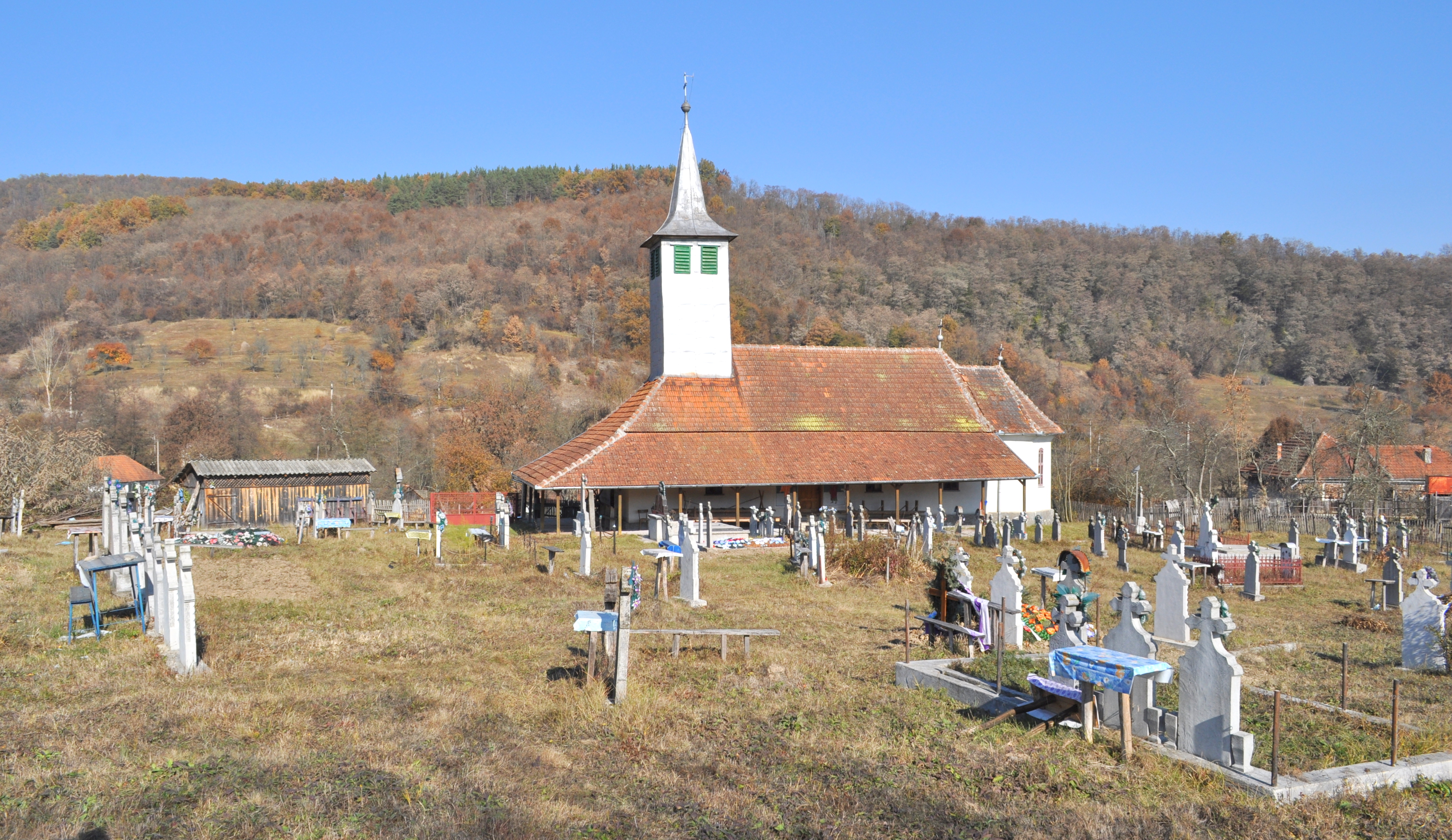
Biserica de lemn din Prăvăleni
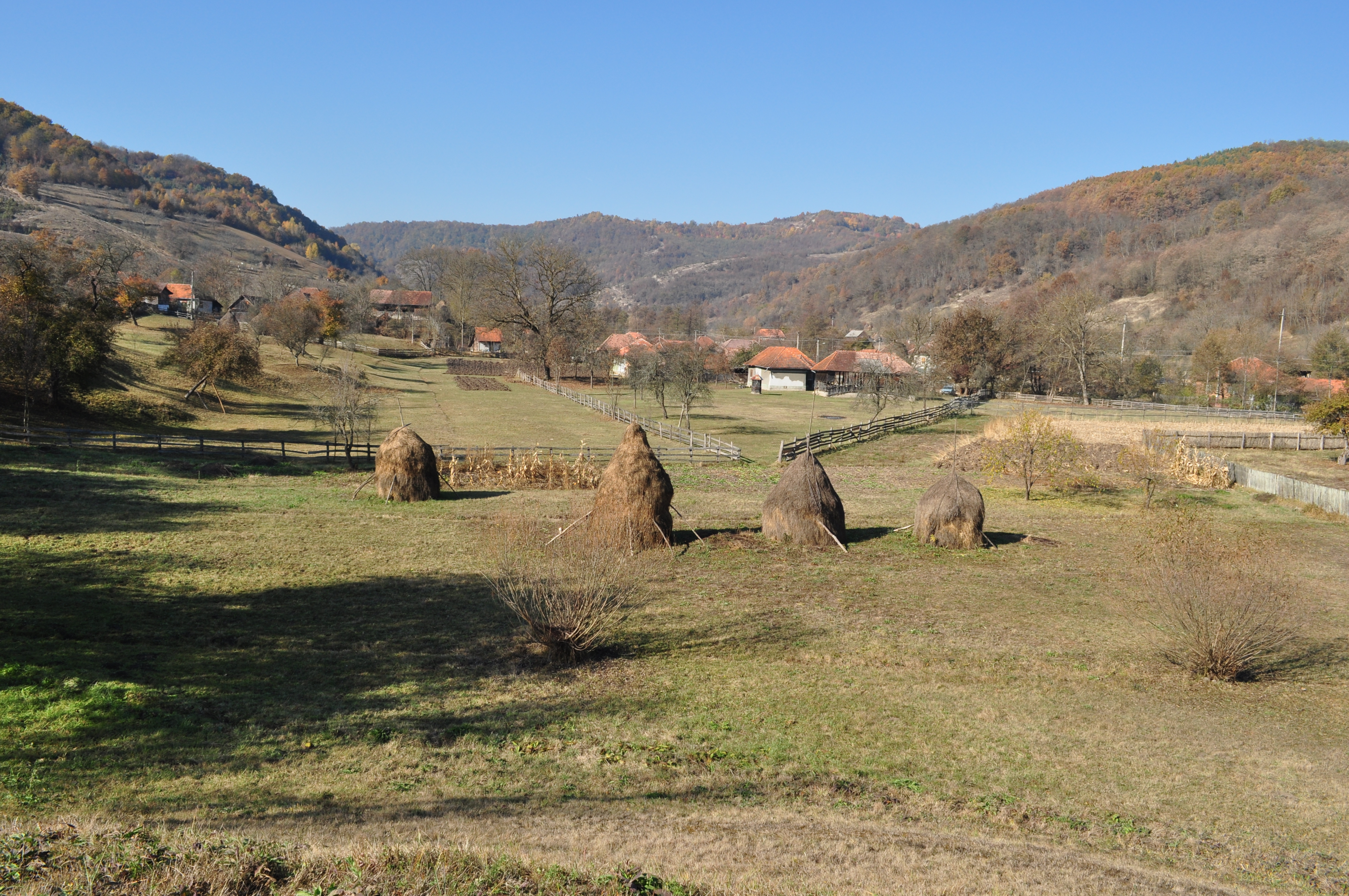
Prăvăleni